# بيل لامونت
بيل لامونت (بالإنجليزية: Bill Lamont)‏ هو لاعب كرة قدم بريطاني (وحمل سابقاً جنسية المملكة المتحدة لبريطانيا العظمى وأيرلندا) في مركزي الدفاع والظهير، ولد في 25 ديسمبر 1926 في غلاسكو في المملكة المتحدة، وتوفي في 6 نوفمبر 1996. لعب مع نادي ترانمير روفرز لكرة القدم ونادي كاودينبيث لكرة القدم ونادي كيلمارنوك وNew Brighton A.F.C. ‏.